# Tam Hiệp, Núi Thành
Tam Hiệp là một xã thuộc huyện Núi Thành, tỉnh Quảng Nam, Việt Nam.

## Địa lý
Xã Tam Hiệp nằm gần trung tâm huyện Núi Thành, có vị trí địa lý:
- Phía đông giáp xã Tam Hải
- Phía tây giáp xã Tam Mỹ Tây
- Phía nam giáp thị trấn Núi Thành và các xã Tam Giang, Tam Mỹ Đông, Tam Mỹ Tây
- Phía bắc giáp các xã Tam Hòa, Tam Thạnh, Tam Anh Nam.

Xã Tam Hiệp có diện tích 41,06 km², dân số năm 2021 là 13.124 người, mật độ dân số đạt 320 người/km².

## Hành chính
Xã Tam Hiệp được chia thành 8 thôn: Vĩnh Đại, Thọ Khương,Nam Sơn, Vân Trai, Vân Thạch, Mỹ Bình, Phái Nhơn, Thái Xuân.